# 시모노세키 전쟁
시모노세키 전쟁(일본어: 下関戦争)은 에도 막부 말기에 조슈번과 미국·영국·프랑스·네덜란드의 4개국 사이에서 1863년(분큐 3년)과 1864년(분큐 4년)의 2회에 걸쳐서 발생한 무력 충돌 사건이다.
역사적으로 1864년의 전투를 ‘바칸 전쟁’(일본어: 馬関戦争)이라고 부르며, 1863년의 전투는 그 원인이 된 사건으로 다루어진다. 오늘날 1863년의 전투는 ‘시모노세키 사건’(下関事件), 1864년의 전투는 ‘4개국 함대 시모노세키 포격 사건’(四国艦隊下関砲撃事件)이라고 구별하고 있다. 양자의 총칭으로서 ‘시모노세키 전쟁’이 사용되고 있지만, 그 영향으로 ‘바칸 전쟁’이 총칭으로서 사용되기도 한다. 단지, 1863년의 전투를 ‘시모노세키 사건’, 1864년의 전투를 ‘시모노세키 전쟁’이라고 구별하고 있는 경우도 있다.

## 개요
고메이 천황의 강력한 요구로 정이대장군 도쿠가와 이에모치는 분큐 3년 1863년 6월 25일 양이(서양인들을 몰아냄) 이행을 약속했다. 막부는 양이를 위해 군사 행동으로 옮기지는 않았지만, 조슈번은 바칸 해협(현 간몬 해협)을 통과하는 외국 선박에 포격을 가했다. 전후 조슈 번은 막부의 명령에 따랐다고 주장했기 때문에 미국과 영국, 프랑스, 네덜란드에 대한 배상 책임은 도쿠가와 막부만 지게 되었다.
1863년 5월(분큐 3년), 조슈번이 바칸 해협을 봉쇄하고 항해 중인 미국과 프랑스 네덜란드 함선에 아무런 경고도 하지 않고 포격을 가했다. 약 보름 후인 6월 보복으로 미국과 프랑스 군함이 바칸 해협에 정박 중인 조슈 군함을 포격하여 조슈 해군에 치명적인 타격을 주었다. 그러나 조슈는 포대를 복구한 후, 대안의 고쿠라번 영지의 일부를 점령하고 새로운 포대를 쌓아 해협 봉쇄를 계속했다.
이듬 해 1864년 7월 겐지 1년 전년의 해협 봉쇄로 엄청난 경제적 손실을 받은 영국은 조슈에 대해 징계적 보복 조치를 취하기로 결정했다. 프랑스, 네덜란드, 미국 세 나라에 참가를 호소하여 17척 함선으로 연합 함대를 편성했다. 이 함대는 8월 5일부터 8월 7일까지 바칸(현 시모노세키 시 중심)과 히코섬의 포대를 철저하게 포격하여 각 국의 해병대가 출동하여 이들을 점거하고, 파괴했다.
바칸 해협의 포대를 무력화시킨 4개국 연합 함대에 의해 조슈번은 이후 열강으로 대처하는 무력에 의한 양이를 포기하고 해외에서 새로운 지식과 기술을 적극적으로 도입하여 군비와 군제를 현대화시키는 적극적 정책으로 전환한다. 또한 사카모토 료마와 나카오카 신타로 등의 중개로 게이오 2년 1866년 3월 7일에 유사한 근대화 노선을 추진했던 사쓰마번과 삿초 동맹을 체결하여 막부를 전복시키는 길을 진행하게 된다.

## 배경
1853년(요시나가 6년) 페리 제독의 미국 함대가 우라가 앞바다에 내항하여 막부에 개국을 강요했고, 이듬해 안세이 원년(1854년) 막부는 미일화친 조약을 체결한다. (페리 내항). 1858년(안세이 5년), 미국의 강한 요구에 따라 막부는 〈미일수호통상조약〉을 체결하고, 네덜란드, 러시아, 영국, 프랑스와도 비슷한 조약을 체결하면서 (안세이 5개국 조약) 막부의 쇄국 체제는 완전히 무너졌다. 고메이 천황은 화친 조약은 차치통상 조약에 반한다며, 안세이 조약에 대한 공인을 하지 않았다. 또한 막부에 불만을 가진 양이파는 존황사상으로 조정의 양이파 공경들과 결부되어 있었다.
이러한 움직임에 대해 막부 대로 이이 나오스케는 탄압 정책(안세이 대옥)으로 응했지만, 1860년 만엔 원년, 미토 낭인들과 사쓰마번을 탈번하였던 낭인에 의해 암살당했다. (사쿠라다 문 밖의 변). 이 사건으로 인해 막부의 위신은 크게 요동하기 시작했다. 또한, 개항되면서 특히 명주가 대량으로 수출되며 품귀현상을 보이며 가격이 급등했고, 금은의 교환 비율의 내외 차로 인해 대량의 금이 유출되어 경제는 혼란에 빠졌다. (오품 에도 회송령, 에도 막부 말기의 환율 문제) 이에 따라 정치적 불안으로 막부의 개항 정책을 비판하는 양이 기운은 전국적으로 높아져 갔다.
이후 막부 타도의 중심 세력이 될 조슈번은 분큐 원년(1861년)의 단계에서는 감시관 나가이 우타의 〈항해 원략책〉에 의한 공무합체책을 번의 여론으로 하고 있어서, 나가이 자신이 막부에 진언하여 큰 신뢰를 유지할 수 있었다. 그러나 당시 번 내에 있었던 존황양이파와 대립 관계에 있는 요시다 쇼인의 에도 호송을 제지도, 변명도 하려고 하지 않았기 때문에, 존황양이파의 원한을 사고 있었다. 1862년, 공무합체를 추진했던 중신 안도 노부마사와 쿠제 히로치카가 사카시타 문 밖의 변으로 실각하면서 번 내에서 양이파가 세력을 회복하였고, 같은 해 6월에 나가이는 번주에서 파면되어 다음 해 분큐 3년 (1863년)에는 사형을 선고받고 자살했다. 그리하여 자연스럽게 존왕양이가 번 내의 여론이 되어갔다. 조슈의 번사나 조슈계의 지사들은 조정의 양이파 공경과 적극적으로 연계된 교토 조정의 주도권을 간접적으로 쥐게 되었다.
1863년(분큐 3년) 3월, 장군 도쿠가와 이에모치가 상경을 했다. 조정은 종전의 정무위임과 함께 양이를 하라는 명령을 받은 막부는 어쩔 수없이 5월 10일을 양이를 실행하라고 상주하며, 여러 번에 통보했다. 그러나 막부는 한편으로 나마무기 사건과 제2차 토우젠지 사건의 손해 배상 협상에 쫓기고 있었다. 따라서 양이 결행은 외국과의 승산 없는 전쟁을 하게 될 것이고, 그 손해는 헤아릴 수 없을 것이라는 취지의 통지도 함께 여러 번에 전달했다. 막부는 배상금 44만 달러를 양이 기일의 전날인 5월 9일에 영국에 지불하고, 각국 공사에 서면으로 개항장 폐쇄와 외국인의 퇴거를 문서로 통보하고 양이 실행 체제로 들어갔다. 그러나 동시에 구두로 폐쇄를 실행할 뜻은 없다고 전했으며, 9일 후에는 서면으로 폐쇄 철회를 통보했다.

## 과정

### 조슈 번의 양이 결행
양이운동의 중심이 되어 있던 조슈 번은 동해와 내륙을 연결하는 해운의 요충지인 바칸 해협(시모노세키 해협)에 포대를 정비하고 번 병력과 낭인부대로 이루어진 병사 1000명 정도를 배치하고, 범주 군함 2척(헤에시마루, 코오신마루), 증기 군함 2척(미즈노에이누마루, 미즈노토이마루 : 모두 영국제 상선으로 포를 탑재)을 배치하여 해협 봉쇄를 단행했다.
5월 10일 양이 기일, 조슈번의 파수꾼이 타노오라 앞바다에 정박한 미국 상선 펨브로크 호(Pembroke)를 발견했다. 총봉행인 모오리 모토치카(조후번)는 망설였지만, 구사카 겐즈이 등 강경파가 공격을 주장하자 결행을 하기로 결정했다. 다음 날 오전 2시경 해안 포대와 코오신마루, 미즈노토이마루가 포격을 하였고, 공격을 예상하지 못한 펨브로그 호는 스요나다로 도주했다. 외국 선박을 쫓아낸 것만으로도 조슈 번 사기는 크게 올라갔고 조정에서도 즉시 칙서를 내려주었다.

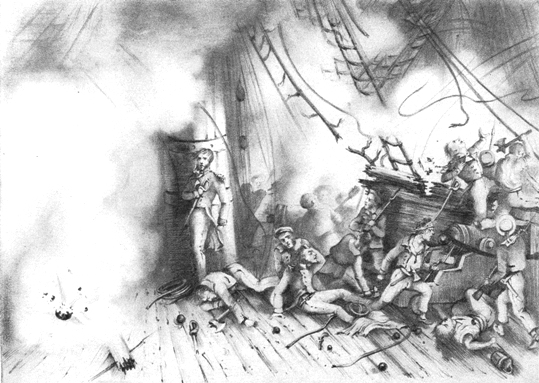
공격당하는 프랑스 통보함 키엔샹 호

5월 23일, 조후번(조슈번의 지번) 파수병이 요코하마에서 나가사키로 향하는 프랑스 통보함 키엔샹 호(Kien-Chang)가 조후 앞바다에 정박해 있는 것을 발견했다. 조슈번은 이를 기다려 키엔샹 호가 해협에 진입한 이후 각 포대에서 포격을 가하여 몇 발을 명중시켜 손상을 주었다. 키엔샹 호는 비포로 응전했지만, 사정을 몰랐기에 (펨브로크 호는 나가사키로 돌아가지 않고 상하이로 향했기 때문에 그 배가 공격을 받은 것을 아직 몰랐다) 협상을 위해 서기관을 태운 배를 내려 육지로 보냈다. 그러나 번 병력이 총격을 가해 서기관이 부상당하고, 선원 4명은 사망했다. 키엔샹 호는 급히 해협을 통과해 빠져 나갔고, 코오신마루, 미즈노토이마루가이 배를 추격했지만, 끝까지 추격하지는 않았다. 키엔샹 호는 손상을 입었지만, 다음날 나가사키에 도착했다.
5월 26일, 네덜란드 동양 함대 소속의 메두사 호(Medusa)가 나가사키에서 요코하마로 향하는 길목에 해협으로 진입했다. 키엔샹 호 사건은 알려져 있었지만, 네덜란드는 다른 나라와 달리 쇄국 시대부터 에도 막부와 오랫동안 우호 관계를 맺고 있었기 때문에 공격은 받지 않을 것이라고 방심하고 있었다. 그러나 조슈 번의 포대는 개의치 않고 공격을 시작했고, 미즈노토이마루가 접근해 포격을 가했다. 메두사 호는 1시간 정도 교전했지만, 사망자 4명과 선체에 큰 피해를 입고 스요나다로 도주했다. 조슈 번의 미국, 프랑스 함선 포격 당시의 국제법을 위반하는 것이었다.

### 보복
이 시기의 미국은 남북 전쟁 중에 있었고, 대부분의 군함은 본국에 있었다. 와이오밍 호 단 1척의 군함만 남군의 습격함 알라바마 호 추적을 위해 아시아에 파견되어 있었지만, 미국 공사 로버트 프라인으로부터 거류민 보호 요청을 받아 앨라배마 호의 추적을 일시 중단하고 요코하마에 입항했다. 미국 상선 펨브로크 호가 공격을 받은 것을 알게 되자 프라인은 데이비드 맥두걸 함장을 참석시켜 막부에 항의했다. 막부는 자신이 처리하려 했지만, 맥두걸은 보복 공격을 촉구했다. 전임자인 타운젠드 해리스와 마찬가지로 친막부 입장을 취하고 있었던 프라인도 결국 동의를 하여, 와이오밍 호는 요코하마를 출항했다.
6월 1일, 와이오밍 호는 시모노세키 해협에 들어갔다. 불의의 선제 공격을 당했던 배들과 달리, 와이오밍 호는 포대의 사거리 밖에서 항해를 하면서, 시모노세키 항구에 정박한 조슈번의 군함 코오신마루, 진주츠마루, 미즈노토이마루를 발견하고 진주츠마루에 조준 포격을 가했다. 진주츠마루는 도주를 시도했지만, 성능이 월등히 우수한 와이오밍 호는 추적하여 격침시켰다. 코오신마루, 미즈노토이마루가 구원에 나섰지만, 와이오밍 호는 오히려 코오신마루를 격침시키고, 미즈노토이마루를 대파시켰다. 와이오밍 호는 보복의 전과를 올렸기 때문에 세토내해로 나가서 요코하마로 귀환했다. 이 전투에서 미국 측의 사망자는 6명, 부상자 4명이었고, 조슈번은 사망자 8명에, 부상자 7명이었다. 원래 빈약했던 조슈 해군은 이제 괴멸 상태가 되었고, 와이오밍 호의 포격으로 포대도 막대한 피해를 입었다.
6월 5일, 프랑스 동양 함대의 뱅자맹 조레스 준장이 이끄는 ‘세미라미스 호’와 ‘탕크레드 호’가 보복 공격을 위해 해협에 들어갔다. 세미라미스 호는 35문 대포를 가진 대형함에서 마에다, 단노우라의 포대에 맹포격을 가해 침묵시키고 해병대를 투입해 포대를 점거했다. 조슈번 병력은 제대로 된 저항을 하지 못했고, 프랑스 병력은 민가를 불태우고 포를 파괴했다. 조슈번은 구원 부대를 보내지만 군함의 포격에 막혔고, 그동안 해병대는 철수하여 프랑스 함대도 요코하마로 귀환했다.
미국과 프랑스 함대의 공격으로 뼈아픈 패배를 당하고서야 조슈번은 서양의 군사력이 만만치 않음을 알게 되었다. 조슈번 영내에서 봉기가 발생하여, 일부 영지민은 자발적으로 외국군에 협력했다. 조슈번은 무사 계급이 아닌 농민, 서민을 널리 모병할 것을 결정한다. 이에 다카스기 신사쿠가 하급 무사와 농민, 서민으로 이루어진 기병대를 결성했다. 또한 응징대, 팔번대, 유격대 등의 여러 부대도 결성되었다. 조슈번은 포대를 강화하고 여전히 강경한 자세를 바꾸지 않았다.
| 함명                 | 함종               | 건조년도    | 배수량            | 승무원 | 기관출력 | 대포                                                  |
| -------------------- | ------------------ | ----------- | ----------------- | ------ | -------- | ----------------------------------------------------- |
| 미국                 |                    |             |                   |        |          |                                                       |
| 와이오밍 Wyoming     | 증기 스크류 슬루프 | 1859년      | 배수량 1457영국톤 | 198    | 불명     | 11인치 달그렌 포 x2 60파운드 패럿 포 x1 32파운드 포x3 |
| 프랑스               |                    |             |                   |        |          |                                                       |
| 세미라미스 Semiramis | 증기 스크류 프리깃 | 1863년 개조 | 배수량 3830톤     | 521    | 1664IHP  | 35                                                    |
| 탕크레드 Tancrede    | 증기 스크류 슬루프 | 1861년      | 배수량 약 500톤   | -      | -        | 4                                                     |

### 교토 정변과 조슈 번의 고립
1863년 8월 15일 (분큐 3년) 전년에 일어난 ‘나마무기 사건’의 배상과 실행범의 처벌을 요구하며, 영국 함대가 가고시마 만에 침입했다. 사쓰마는 이에 응하지 않았고 교전이 벌어졌다. 사쓰마는 상당한 선전(사츠마 측의 민간인을 포함한 사상자 9명에 대해 영국 측의 군인 사상자 63명)을 했지만, 가고시마성(소실 1/10) 번의 공장과 민가 등에 큰 피해를 입었다.(사쓰에이 전쟁). 그러나 이로 인해 영국은 사쓰마 전력의 우수성을 알았고, 사쓰마와의 직접 평화조약을 맺게 된다. 이 평화조약 의해 사쓰마는 영국으로부터 정보와 무기의 입수가 용이하게 되어 사쓰마는 더욱 군비를 충실히 갖추고자 노력하게 된다.
한편, 조슈와 사쓰마의 양이 실행 현실을 지켜보던 막부는 7월 8일 국가 정책이 확정되기 전의 외국 선박에 대한 포격을 자제하도록 조슈 번에 통보했다. 7월 16일에는 나카네 카즈유키조 등을 군함 ‘초요마루’와 함께 파견하여 무단으로 외국 선박에 대한 포격과 오구라 번 영역을 침입한 것에 대해 조슈 번을 힐난했다. 그러나 조슈 번의 기병대원들은 미군과의 교전에서 잃은 조슈 함선 대용으로 ‘초요마루’를 제공해 달라고 요구했다. 그들은 8월 9일에 ‘초요마루’를 나포하고, 8월 19일부터 20일 사이에는 나카네 카즈유키조를 암살했다. (초요마루 사건).
8월 13일, 산조 사네토미 등의 양이파와 공경이 획책하여 고메이 천황의 진무 천황릉 참배와 양이 친정 조서를 내린다. (야마토 행차) 이에 호응하여 야마토국에서는 톈추구미(天誅組)가 거병했다. (텐추구미의 변). 교토의 정국은 조슈번을 지지하는 양이파가 주도권을 쥐고 있었지만, 8월 18일에 사쓰마번과 교토수호직(京都守護職)을 맡은 아이즈번이 결탁하여 고메이 천황의 양해 하에 쿠데타를 일으켜 양이파 공경은 실각했고, 조슈번도 조정에서 배제되었다. (8월 18일 정변) 텐추구미는 주변 번의 토벌로 괴멸당했다.

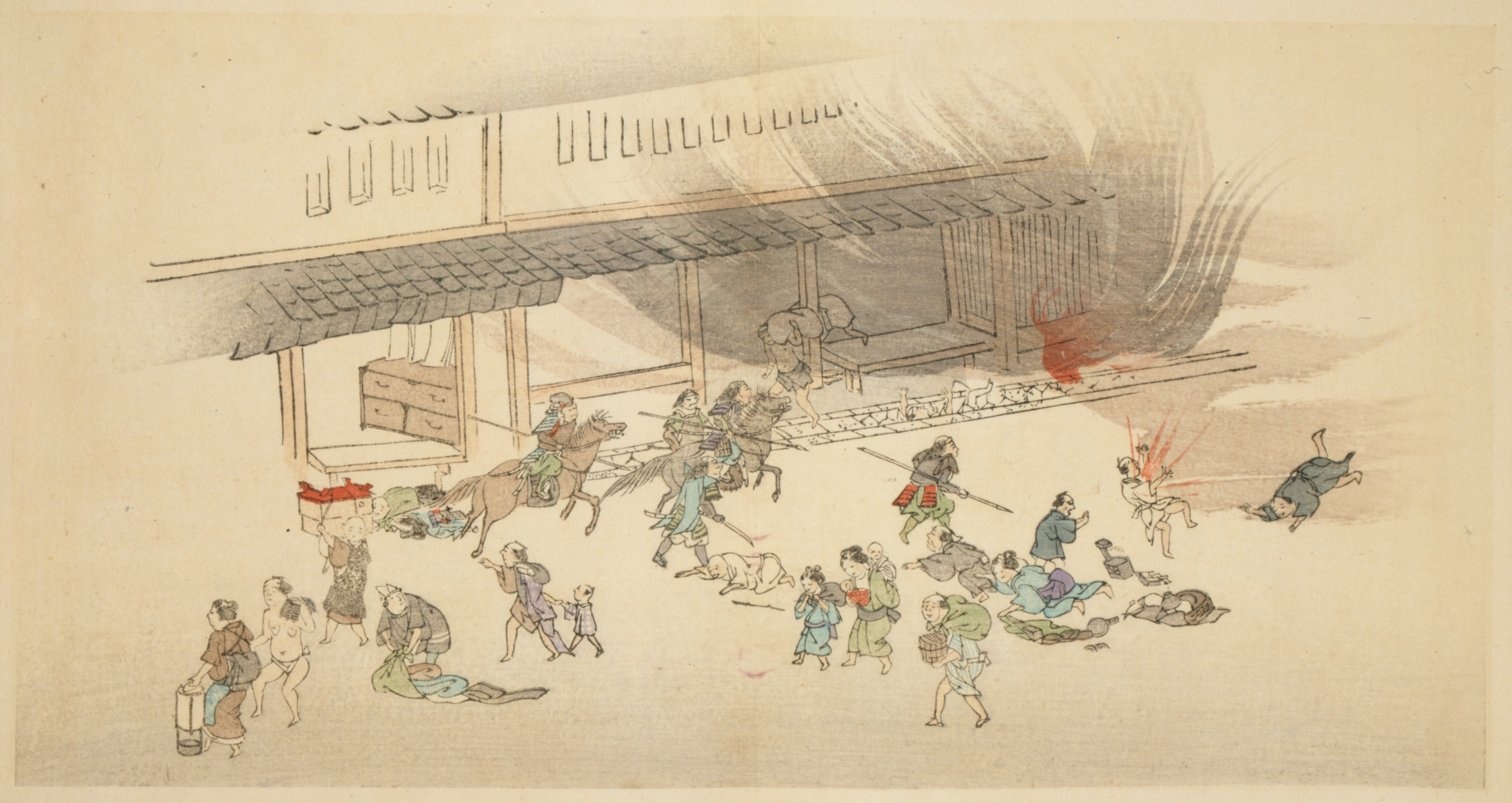
금문의 변, 1893년 유잔 모리 작품

조슈번을 비롯한 교토 내의 양이파 세력은 후퇴하였고, 지사들은 숨어들 수밖에 없었다. 1864년 겐지 원년 6월에 이케다야 사건으로 양이파 지사 다수가 죽거나 체포된다. 7월 고립이 심화되어 막장에 몰린 조슈번은 “번주의 누명을 천황에게 호소함”이라고 명분으로 군사를 교토에 파견하여 국면을 일거에 타개하려 했다. 조슈 군은 강제로 입경을 시도하다가 기다리고 있었던 아이즈 번과 쿠와나 번을 주력으로 하는 막부 측과 교전을 벌였고, 황궁까지 침투했지만 황궁의 보호하고 있던 사쓰마 병이 원군으로 달려오자 격퇴를 당하고 참패했다. 이 사건을 금문의 변이라고 불렀다.
이 밖에 1864년 2월 1일(분큐 3년)에는 간몬 해협을 항해 중인 사쓰마 소속의 서양식 선박 ‘나가사키 마루’(막부로부터 대여)가 조슈번의 육상 포대에 피격을 당해 침몰했다. 이 공격으로 사쓰마 번사 24명이 사망했다. 조슈 번은 사쓰마 번이 입장을 바꾼 것에 대해 불만을 품었고, 8월 18일 정변에 대한 보복으로 무장 공격을 했다고 말했다. 조슈 번의 사과로 일단은 해결되었지만, 이듬해에도 조슈번 병력이 사쓰마 번의 어용상선 ‘가토쿠마루’(加徳丸)를 방화하고 선원들을 살해한 사건이 벌어졌다.

### 외교

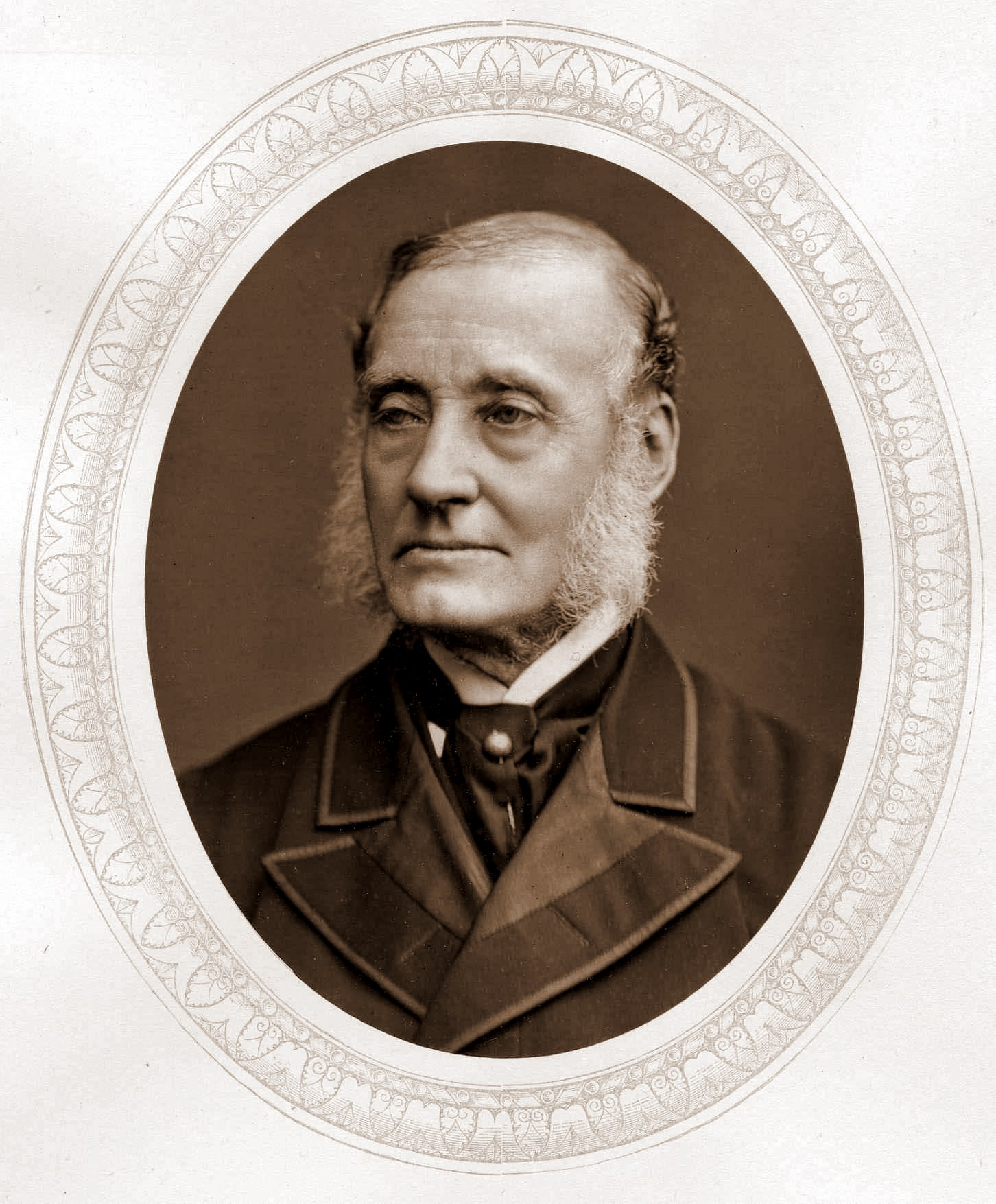
러드퍼드 올콕

조슈번은 양이 입장을 바꾸지 않자 시모노세키 해협을 통과할 수 없는 상태가 되었다. 이것은 일본과 무역을 하는 외국에 매우 불편함을 초래하는 것이었다. 아시아에서 가장 큰 영향력을 발휘하고 있었던 것은 영국으로 대일 무역에서 영국은 순조롭게 이익을 올리고 있었다. 해협 봉쇄를 당하고 있었지만, 영국 선박이 직접 피해를 당하지 않은 것도 있고, 본국에서는 막대한 전비가 드는 무력행사에는 소극적이어서 시모노세키 해협 봉쇄 문제에 대해서는 관망하는 태도를 취하고 있었다.
하지만 주일 공사인 러드퍼드 올콕은 시모노세키 해협 봉쇄로 요코하마에 이어 중요한 나가사키에서의 무역도 마비 상태가 된 것을 문제 삼아 조슈 번을 통해 양이를 계속하고 있는 막부의 개국 정책이 후퇴를 하고 있다는 우려로 위기감을 가지고 있었다. 1864년 겐지 원년 2월에 막부는 요코하마 항 봉쇄를 외국에 내놓고 있었다.
일본인에게 양이가 불가능하다는 것을 인지시키기 위해 ‘문명국’의 무력을 보여줄 필요를 느꼈던 올콕은 조슈번을 응징 공격하기로 결의했다. 올콕의 이 정책에 프랑스, 네덜란드, 미국도 찬성을 했으며, 4월 사국 연합에 의한 무력행사가 결정되었다. 올콕은 본국에 시모노세키를 공격하겠다는 취지의 서한을 보냈다. 하지만 본국 외무성은 여전히 일본과의 전면전으로 이어질 수 있는 무력행사에는 부정적이었고, 무력행사를 자제하라는 취지의 훈시를 일본에 보냈다. 그러나 당시 영국과 일본과의 연락은 두 달에서, 반년이 소요되었고, 훈시가 도착한 것은 공격을 실행한 후였다. 결국 현지 공사의 재량으로 전쟁이 계속 진행되게 되었다.
당시 영국에 유학을 떠나 있었던 조슈의 번사 이토 슌스케와 이노우에 가오루는 사국 연합에 의한 시모노세키 공격이 임박한 것을 알게 되었다. 둘은 전쟁을 멈추게 하기 위해 서둘러 귀국길에 올랐다. 영국의 국력과 기계 기술이 일본보다 훨씬 뛰어난 것을 현지에서 알게 된 두 사람은 전쟁을 해도 절대로 이길 수 없다는 것을 실감하고 있었다.
이토와 이노우에는 삼개월 걸려 6월 10일에 요코하마에 도착했다. 올콕에 면회를 신청하고 영주를 설득할 것을 약속했다. 올콕도 이들을 알고 있었으며, 두 사람을 군함에 태워 어니스트 스토우를 동반하여 분고국 히메까지 보내 조슈에 돌려보내게 했다. 두 사람은 번청에 들어가 번주 모리 다카치카와 번 수뇌부에 전쟁을 하면 안된다고 설득했지만, 조슈번은 여전히 강경론이 중심이었으며, 그들의 노력도 헛수고로 끝났다.
6월 19일, 사국연합은 20일 이내에 해협 봉쇄를 풀지 않으면 무력을 행사하겠는 취지를 막부에게 통지했다. 또한 함대의 출발 전에 프랑스에서 막부의 외교 사절단(요코하마 쇄항 담판 사절단)이 귀국했지만 사절이 프랑스와 주고받은 파리 약정은 간몬 해협을 3개월 이내에 통행 가능하게 한다는 조항이 포함되어 있었다. 올콕은 막부가 이 약정을 비준함으로써 4국 연합에서 프랑스가 빠질 것을 두려워했지만, 막부는 약정 내용에 불만을 품고 비준을 하지 않았다. 결과적으로 공격은 예정대로 진행되었다.

### 사국 연합 함대의 공격

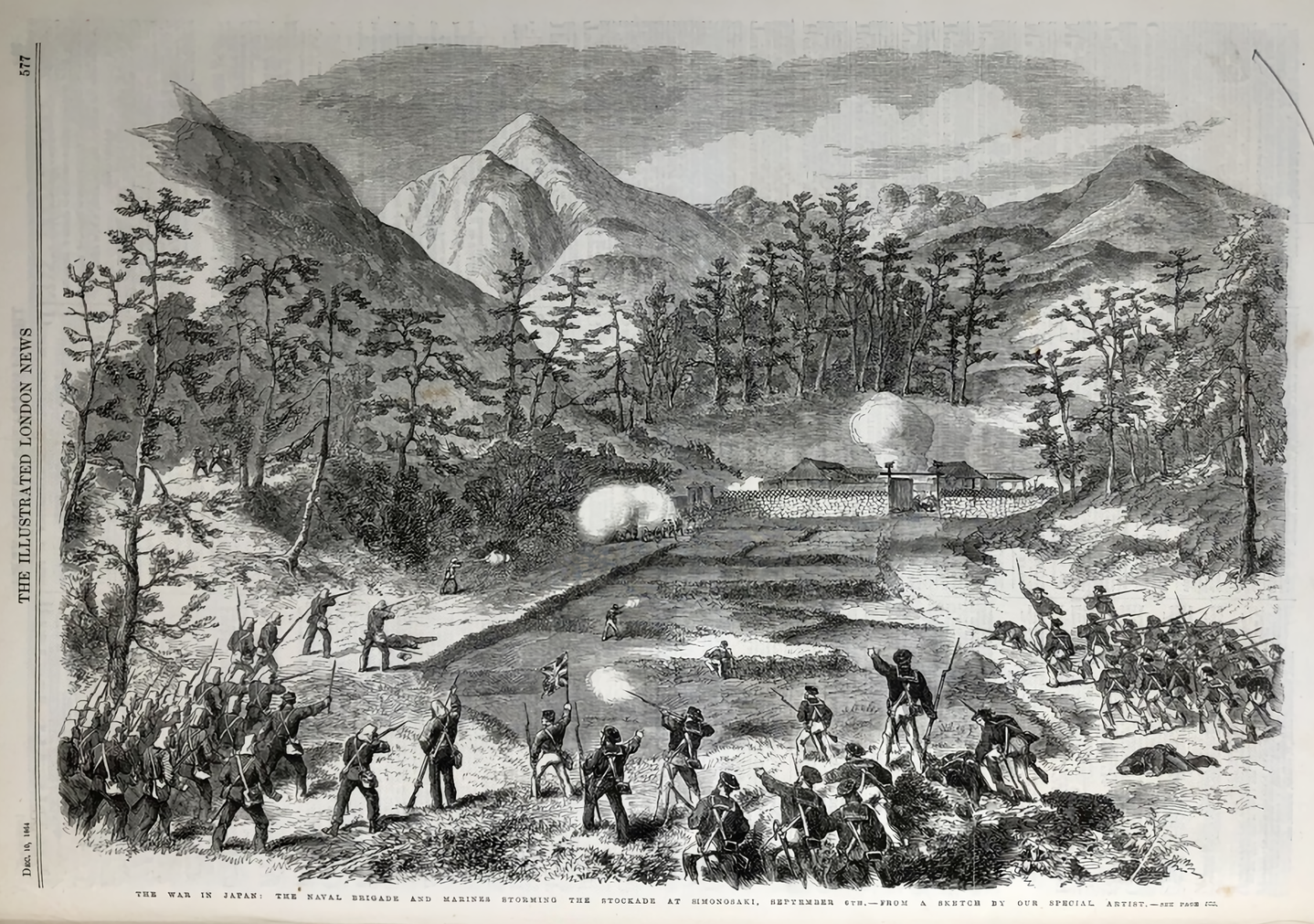
영국 해병대의 시모노세키 상륙

7월 27일, 28일에 영국 쿠페 중장을 총사령관으로 하는 사국 연합 함대는 요코하마를 출항했다. 함대는 모두 17척으로, 영국 군함 9척, 프랑스 군함 3척, 네덜란드 군함 4척, 미국 군함 1척으로 구성되어 있었으며, 총원 약 5,000명에 달하는 병력이었다. 또한 요코하마에 영국 군함 1척, 미국 군함 1척이 대기하고 있었고, 홍콩에서 지원된 육군 분견대 1350명이 대기하고 있었다.
8월 4일, 사국 연합 함대의 내습이 임박한 것을 알게 된 번청은 드디어 해협 통항을 보장하고, 전투를 그만하겠다는 방침을 결정하고, 이토를 어선에 태우고 협상을 위해 함대로 향했지만, 이미 전투태세에 접어들고 있었으며, 너무 늦은 결정이었다.
시모노세키를 지키는 조슈번의 병력은 기병대(다카스기는 전년에 해임되었고, 총관은 아카네 타케토) 등 2000명 미만이었고, 대포는 100문 이상이었으며, 금문의 변으로 주력 부대를 교토로 파견했기 때문에 남아있던 군대는 약체였다. 대포의 수가 모자라 나무 포를 만들어 더미로 배치하기도 했다.
8월 5일, 오후 4개국 연합 함대는 조후 성 산에서 마에다, 단노우라에 걸친 조슈 포대에 맹포격을 퍼부었다. 조슈번 병력도 응전하였고, 마에다 포대, 슈미사키 포대, 단노우라 포대 등이 선전했지만, 압도적인 화력의 차이로 포대는 계속해서 분쇄, 침묵 당했다. 함대는 마에다 바닷가에서 포격 지원을 하기 위해 해병대를 투입하여 포대를 점거하고 포를 파괴했다.
8월 6일, 단노우라 포대를 수비하고 있던 기병대 군감 야마가타 교스케는 인근에 정박해 있던 적함에 포격을 가해 잠깐 혼란에 빠뜨렸다. 그러나 함대는 이내 전열을 재정비하고, 포격을 가했으며, 육전대를 투입하여 포대를 점거하여 대포를 파괴했고, 일부는 시모노세키 시내를 목표로 내륙으로 진군하며 조슈번 병력과 교전을 벌였다.
8월 7일, 함대는 히코섬의 포대를 집중 공격했고, 해병대를 상륙시켜 대포 60문을 노획했다. 8월 8일, 시모노세키 조슈번의 포대는 완전히 파괴되었다. 육전에서도 조슈번 병력은 구식 총과 창, 화살로 응전을 했지만, 신식 소총을 가진 연합군을 상대로 패퇴했다. 조슈번은 사망자 18명, 부상 29명을 기록했고, 연합군은 사망자 12명, 부상 50명이었다.
이때 영국군에서는 사진작가 펠리체 베아토가 종군하여 전투의 모습을 촬영했다. 비아토는 크림 전쟁, 인도대반란, 제2차 아편 전쟁에 이어 네 번째로 종군 촬영을 했다.

## 강화
8월 8일, 전투에서 참패를 당한 조슈번은 강화 사절로 다카스기 신사쿠를 임명했다. 이때 다카스기는 번을 벗어난 죄로 감금되어 있었지만, 가신 시시도 치카모토의 양자 시시도 교부를 자칭해, 4개국연합함대의 기함 ‘유라이얼러스 호’(HMS Euryalus)에 탑승하여 푸페 사령관과 협상을 벌였다. 영국 측 통역인 어니스트 스토우는 이때의 다카스기의 모습을 매우 거만했다고 표현했지만, 정작 연합국이 제시한 요구 조건은 아무런 반대도 없이 모두 받아 들였다고 말했다.
8월 18일, 시모노세키 해협의 외국 선박 통항의 자유, 석탄, 음식, 물 등 외국 선박의 필수품 판매, 악천후 시 선원의 시모노세키 상륙 허가, 시모노세키 포대 철거, 배상금 300만 달러 지불 다섯 가지 조건을 받아들여 강화가 성립되었다.
그러나 배상금은 조슈번이 아니라 막부에 요청하게 되었다. 이것은 조슈번이 거액을 지불할 수 없었다는 현실적인 이유도 있었지만, 당시 외국 선박에 대한 공격은 막부가 조정에 약속하여 제번에 전달한 명령에 따랐을 뿐이었다는 명분이었다.
사국 연합 측의 모든 요구를 수용했던 이 담판에서 다카스기가 히코섬의 조차만큼은 단호하게 거부했고, 다카스기의 노력에 의해 히코섬은 홍콩과 같이 외국의 영토가 되는 것을 막았다는 일화가 있다. 하지만 이 이야기는 당시의 기록이 아니라 이 협상 때 조슈 측의 통역을 한 이토 히로부미가 훗날 술회한 이야기였고, 진실 여부는 불분명하다.

## 전후
금문의 변에서 승리한 막부는 조슈번에 대한 공격 준비를 시작했다. (제1차 조슈 정벌) 교토와 시모노세키와의 두 번의 패전으로 싸울 여력이 없었던 조슈 번에서는 보수파(俗論党)가 주도권을 잡았고, 11월 금문의 변 책임자를 처벌하고 막부에 사죄하며 공순했다. 12월 이 속론당 정권에 대해 다카스기 신사쿠가 기병대를 이끌고 거병을 했다. (공산사 거병). 다음 해 1865년 게이오 원년에 다카스기 등이 내전에서 승리하며 도막파(倒幕派)가 조슈번의 주도권을 쥐게 된다.
시모노세키 전쟁에서 패전한 조슈번은 양이가 불가능함을 깨닫게 되었고, 이후 영국에 접근하여 군비 증강에 노력했고, 도막 운동이 싹을 틔우게 된다.
또한 올콕의 손끝에 도착하지 않았지만, 영국 정부는 일본에서의 군사 행동을 금지하는 지시를 이미 내려놓고 있었다. 시모노세키 전쟁은 결과적으로 그 지시를 따르지 않은 것이었다. 올콕은 그 책임을 물어 주일공사에서 해임되어 본국에 소환되어 1864년 12월 25일 출국하게 된다.

## 같이 보기
- 시모노세키 조약